# Кенжеев, Аширали
Аширали Кенжеев (каз. Әшірәлі Кенжеұлы; 6 декабря 1946 — 19 сентября 2001) — советский и казахстанский актёр. Заслуженный артист Казахской ССР (1982), Народный артист Казахстана (1998).

## Биография
Родился 6 декабря 1946 года в селе Чапаев Келесского района Чимкентской области[уточнить]. После окончания средней школы в 1963 году поступил на актёрский факультет Алма-Атинской государственной консерватории имени Курмангазы, в мастерскую народной артистки СССР Хадиши Букеевой. В 1968 году был принят в Казахский государственный академический театр драмы имени М. О. Ауэзова.
Ушёл из жизни 19 сентября 2001 года в Алма-Ате.

## Творческая деятельность
За годы работы в театре создал широкую галерею образов в различных жанрах. В их числе Чокан Валиханов в одноимённом спектакле[уточнить], Козы Корпеш в «Козы Корпеш — Баян Сулу» (Г. Мусрепов), Алшагыр в «Кара кипчак Кобланды», Колбар в «Айман — Шолпан» и Кенгирбай в «Енлик — Кебек» (М. О. Ауэзов), Абай в «Абай — Айгерим» (Б. Римова), Демесын в «Ескі үйдегі екі кездесуінде» и Айторе в «Кішкентай ауылы» (Д. Исабеков), Мард в «Томирис» (Шахимардан), Кунанбай в «Абай — Тогжан» (И. Сапарбай), Оразкул в «Белом пароходе» и Касым в «Материнском поле» (Ч. Айтматов), Гарпагон в пьесе Мольера «Скупой», и множество других.

## Признание
С 1982 года — Заслуженный артист Казахской ССР. С 1998 года — народный артист Казахстана.

## Семья
Жена — Торгын Тастыбекова, актриса Казахского государственного академического театра драмы имени Мухтара Ауэзова, Народная артистка Казахской ССР, обладательница орденов «Парасат» и «Курмет».